# Leung Shu Hang
Leung, Shu Hang es una deportista hongkonesa que compitió en natación adaptada. Ganó una medalla de bronce en los Juegos Paralímpicos de Londres 2012 en la prueba de 100 m braza (clase SB14).

## Palmarés internacional
| Juegos Paralímpicos | Juegos Paralímpicos   | Juegos Paralímpicos | Juegos Paralímpicos |
| Año                 | Lugar                 | Medalla             | Prueba              |
| ------------------- | --------------------- | ------------------- | ------------------- |
| 2012                | Londres (Reino Unido) | Medalla de bronce   | 100 m braza SB14    |